# Tom Danielson
Thomas Danielson (13 de março de 1978, East Lyme, Connecticut, Estados Unidos), conhecido como Tom Danielson, é um exciclista profissional.

## Biografia
Começou a correr em estrada em 2002 com a equipa do seu país, a Mercury Cycling Team, no que conseguiu a vitória, tanto na geral como em duas etapas, da Volta ao Lago Qinghai. Cosegui também a vitória do Mount Washington Hillclimb, resultado que repetiria ao ano seguinte.
Em 2003 conseguiu bons resultados: ganhou a geral do Tour de Langkawi, conseguiu uma vitória de etapa e da geral da Pomona Valley Stage Race e uma etapa do Nature Valley Grand Prix. Nesse mesmo ano, deixou asua equipa e alinha por uma equipa já importante, a Fassa Bortolo.
Após correr pela Fassa Bortolo, conseguiu unicamente o triunfo de Mount Evans Hill Climb, estabelecendo o recorde dessa prova. Finalmente deixou a Fassa para entrar ao Discovery Channel, equipa do seu país natal.
Em 2005 conseguiu a sua vitória mais importante até esse momento: a quinta etapa do Tour de Georgia, que lhe serviu também para conseguir o triunfo final. Realizou um bom papel na Volta a Espanha onde ficou oitavo na geral.
Em 2006 conseguiu a vitória na geral da Volta a Áustria e a última etapa do Tour de Georgia, ao igual que no ano anterior, mas nesta ocasião só lhe valeu para ser segundo na geral. Nesse mesmo ano conseguiu o seu triunfo mais importante com a vitória na decima sétima etapa da Volta a Espanha, superando o registo do ano anterior ficando sexto na geral final.
Nos anos seguintes conseguiu triunfos, mas de menos importância como o Mount Evans Hill Climb em 2007.
Em 2009 conseguiu o triunfo de etapa da Volta a Burgos pondo-se com o maillot de lider à falta de uma etapa mas não conseguiu o triunfo final, ficando em terceiro posto.,
Foi um dos 11 ex parceiros de Lance Armstrong no US Postal que testemunharam ante a USADA (Agência Anti-Dopagem Estadounidense) no caso contra o texano. Danielson admitiu ter-se dopado para melhorar o rendimento, pelo qual foi suspenso 6 meses a partir do 1 de setembro de 2012 e foi desclassificado de todos os resultados obtidos desde o 1 de março de 2005 até 23 de setembro de 2006, incluindo uma etapa da Volta a Espanha (na que finalizou sexto) e uma vitória geral do Tour de Georgia e da Volta a Áustria.
A 9 de julho de 2015 deu positivo por testosterona sintética num controle fora de competição. Tom negou que tivesse tomado nenhuma substância ficando à espera da amostra B. Finalmente a USADA lhe suspendeu por quatro anos ainda que podia ter sido suspenso por oito anos e inclusive a perpetuidade por ter sido reincidente.

## Palmarés
2002
- Volta ao Lago Qinghai, mais 2 etapas

2003
- Tour de Langkawi
- 2º no Campeonato dos Estados Unidos de Ciclismo Contrarrelógio

2009
- 1 etapa da Volta a Burgos

2012
- 1 etapa do USA Pro Cycling Challenge

2013
- Tour de Utah

2014
- Tour de Utah, mais 1 etapa

## Resultados em Grandes Voltas e Campeonatos do Mundo
Durante a sua carreira desportiva tem conseguido os seguintes postos nas Grandes Voltas e nos Campeonatos do Mundo em estrada:
| Carreira                  | 2002 | 2003 | 2004 | 2005 | 2006 | 2007 | 2008 | 2009 | 2010 | 2011 | 2012 | 2013 | 2014 | 2015 |
| ------------------------- | ---- | ---- | ---- | ---- | ---- | ---- | ---- | ---- | ---- | ---- | ---- | ---- | ---- | ---- |
| Giro d'Italia             | -    | -    | -    | Ab.  | Ab.  | -    | -    | 79º  | -    | -    | -    | 49º  | -    | Ab.  |
| Tour de France            | -    | -    | -    | -    | -    | -    | -    | -    | -    | 8º   | Ab.  | -    | -    | -    |
| Volta a Espanha           | -    | -    | -    | 8º   | 6º   | Ab.  | -    | Ab.  | 8º   | -    | -    | -    | -    | -    |
| Mundial em Estrada        | -    | -    | -    | -    | -    | -    | -    | Ab.  | -    | -    | -    | -    | -    | -    |
| Mundial em Contrarrelógio | -    | -    | -    | -    | -    | -    | -    | 23º  | -    | -    | -    | -    | -    | -    |

-: não participa

Ab.: abandona